# Réseau phylogénétique
Un réseau phylogénétique est un graphe utilisé pour visualiser les relations liées à l'évolution entre des espèces ou des organismes. Il doit être employé quand interviennent des événements d'hybridations, de transferts horizontaux de gènes, ou de recombinaisons génétiques. Même en l'absence de tels événements évolutionnaires, les réseaux phylogénétiques peuvent être utiles, pour représenter par exemple le consensus de plusieurs arbres phylogénétiques (arbres qui constituent d'ailleurs un sous-ensemble des réseaux phylogénétiques).